# JK Trans Narva
JK Trans Narva ist ein estnischer Fußballverein mit Sitz in Narva, der zurzeit in der Meistriliiga spielt. 
Das Narva Kreenholmi Staadion fasst 1.065 Zuschauer, die Farben des Vereins sind blau-weiß.

## Geschichte
Der Verein wurde 1979 als Avtomobilist Narva gegründet. Sechs Jahre später erfolgte eine Umbenennung in Autobaas Narva. Als der Verein 1991 in die erste Liga aufstieg, änderte er erneut seinen Namen in Trans Narva. In der ersten Liga belegte der Verein Plätze im vorderen Mittelfeld. 1994 erreichte die Mannschaft das Pokalfinale, musste sich aber dem Ligakonkurrenten und Landesmeister Norma Tallinn deutlich mit 1:4 geschlagen geben.
1995 wurde Trans Narva Tabellendritter, wies aber 15 Punkte Rückstand auf Meister Flora Tallinn auf. Nachdem der Klub in der folgenden Saison die reguläre Phase als Zweiter beendet hatte, wurde er am Ende in der Sechsergruppe noch auf Platz fünf durchgereicht. Nachdem der Klub zwischen 1999 und 2005 sechs Mal Tabellenvierter geworden war, erhielt er den Spitznamen „Ewiger Vierter“. 
Am 24. Mai 2001 gelang erstmals in der Vereinsgeschichte ein Titelgewinn. Im Finale um den estnischen Pokal wurde Flora Tallinn durch ein Tor von Oleg Kurotskinmit in der 111. Minute mit 1:0 nach Verlängerung bezwungen. Die anschließenden Spiele um den estnischen Supercup wurden gegen Levadia Maardu verloren: Nach einem 0:2 im Hinspiel, verlor der Klub das Rückspiel mit 1:3.
2006 erreichte die Mannschaft trotz 11 Punkten Rückstand auf Meister Levadia Tallinn noch mit dem zweiten Tabellenplatz und der Vizemeisterschaft das beste Ligaergebnis ihrer Geschichte. Damit nahm sie auch an der UEFA-Pokal-Qualifikation 2007/2008 teil, wo der Verein allerdings gegen Helsingborgs IF aus Schweden ausschied.
In den folgenden Jahren etablierte sich die Mannschaft in der Ligaspitze und wurde zwischen 2008 und 2010 dreimal nacheinander Dritter, was gleichbedeutend mit der Qualifikation für einen internationalen Wettbewerb war. Hier schied man jedoch ohne ein einziges Tor zu erzielen direkt in der ersten Qualifikationsrunde aus.

## Erfolge
- Estnischer Pokal: 
  - Sieger: 2001, 2019, 2023
  - Finalist: 1994, 2007, 2011, 2012

- Estnischer Superpokal:
  - Sieger: 2007, 2008
  - Finalist: 2001, 2012, 2020, 2024

## Europapokalbilanz
| Saison  | Wettbewerb                    | Runde                  | Gegner                  | Gesamt | Hin        | Rück          |
| ------- | ----------------------------- | ---------------------- | ----------------------- | ------ | ---------- | ------------- |
| 1996    | UEFA Intertoto Cup            | Gruppenphase           | FC Groningen            | 1:4    | 1:4 (H)    | 1:4 (H)       |
| 1996    | UEFA Intertoto Cup            | Gruppenphase           | Vasas Budapest          | 1:4    | 1:4 (A)    | 1:4 (A)       |
| 1996    | UEFA Intertoto Cup            | Gruppenphase           | Lierse SK               | 0:3    | 0:3 (H)    | 0:3 (H)       |
| 1996    | UEFA Intertoto Cup            | Gruppenphase           | Gaziantepspor           | 0:0    | 0:0 (A)    | 0:0 (A)       |
| 1999    | UEFA Intertoto Cup            | 1. Runde               | FC Jokerit Helsinki     | 1:7    | 0:3 (A)    | 1:4 (H)       |
| 2000    | UEFA Intertoto Cup            | 1. Runde               | Ceahlăul Piatra Neamț   | 4:9    | 2:5 (H)    | 2:4 (A)       |
| 2001/02 | UEFA-Pokal                    | Qualifikation          | IF Elfsborg             | 3:5    | 03:0 (H) 1 | 0:5 (A)       |
| 2003    | UEFA Intertoto Cup            | 1. Runde               | OFK Belgrad             | 3:5    | 2          | 3:5 n. V. (H) |
| 2004    | UEFA Intertoto Cup            | 1. Runde               | Vėtra Vilnius           | 0:4    | 0:3 (A)    | 0:1 (H)       |
| 2005    | UEFA Intertoto Cup            | 1. Runde               | SC Lokeren              | 1:2    | 0:2 (H)    | 1:0 (A)       |
| 2006    | UEFA Intertoto Cup            | 1. Runde               | Kalmar FF               | 1:8    | 1:6 (H)    | 0:2 (A)       |
| 2007/08 | UEFA-Pokal                    | 1. Qualifikationsrunde | Helsingborgs IF         | 0:9    | 0:6 (A)    | 0:3 (H)       |
| 2008    | UEFA Intertoto Cup            | 1. Runde               | Ekranas Panevėžys       | 0:4    | 0:1 (A)    | 0:3 (H)       |
| 2009/10 | UEFA Europa League            | 1. Qualifikationsrunde | NK Rudar Velenje        | 1:6    | 0:3 (H)    | 1:3 (A)       |
| 2010/11 | UEFA Europa League            | 1. Qualifikationsrunde | Myllykosken Pallo -47   | 0:7    | 0:2 (H)    | 0:5 (A)       |
| 2011/12 | UEFA Europa League            | 1. Qualifikationsrunde | Rabotnički Skopje       | 1:7    | 1:4 (H)    | 0:3 (A)       |
| 2012/13 | UEFA Europa League            | 1. Qualifikationsrunde | İnter Baku              | 0:7    | 0:5 (H)    | 0:2 (A)       |
| 2013/14 | UEFA Europa League            | 1. Qualifikationsrunde | Gefle IF                | 1:8    | 0:3 (H)    | 1:5 (A)       |
| 2018/19 | UEFA Europa League            | 1. Qualifikationsrunde | FK Željezničar Sarajevo | 1:5    | 0:2 (H)    | 1:3 (A)       |
| 2019/20 | UEFA Europa League            | 1. Qualifikationsrunde | FK Budućnost Podgorica  | 1:6    | 0:2 (H)    | 1:4 (A)       |
| 2023/24 | UEFA Europa Conference League | 1. Qualifikationsrunde | FC Pjunik Jerewan       | 0:5    | 0:2 (A)    | 0:3 (H)       |

Gesamtbilanz: 37 Spiele, 2 Siege, 1 Unentschieden, 34 Niederlagen, 20:115 Tore (Tordifferenz −95)